# Lista de deputados estaduais de São Paulo da 14.ª legislatura
Esta é a lista de deputados estaduais de São Paulo para a legislatura 1999–2003.

## Composição das bancadas
| Partido | Líder                  | Bancada | Posição      |
| ------- | ---------------------- | ------- | ------------ |
| PSDB    | Vanderlei Macris       | 21 / 94 | Governo      |
| PT      | José de Filippi Júnior | 15 / 94 | Oposição     |
| PFL     | José Caldini Crespo    | 11 / 94 | Governo      |
| PPB     | Aldo Demarchi          | 11 / 94 | Oposição     |
| PMDB    | Waldemar Faria Júnior  | 8 / 94  | Independente |
| PDT     | Pedro Tobias           | 7 / 94  | Oposição     |
| PTB     | Roque Barbiere         | 5 / 94  | Governo      |
| PL      | Edson Ferrarini        | 5 / 94  | Oposição     |
| PRONA   | Milton Vieira          | 3 / 94  | Oposição     |
| PPS     | Marquinho Tortorello   | 2 / 94  | Independente |
| PCdoB   | Nivaldo Santana Silva  | 2 / 94  | Oposição     |
| PSB     | Alberto Calvo          | 2 / 94  | Independente |
| PRP     | Zuza Abdul Massih      | 1 / 94  | Governo      |
| PV      | Luiz Carlos Gondim     | 1 / 94  | Governo      |

## Deputados Estaduais
Foram escolhidos 94 deputados estaduais para a Assembleia Legislativa de São Paulo.
| Número | Deputados estaduais eleitos | Partido | Votação | Percentual | Cidade onde nasceu       | Unidade federativa |
| 15123  | Faria Júnior                | PMDB    | 170.325 | 1,08%      | São Paulo                | São Paulo          |
| 11138  | Conte Lopes                 | PPB     | 148.388 | 0,94%      | São Paulo                | São Paulo          |
| 22235  | Edson Ferrarini             | PL      | 144.188 | 0,92%      | São Paulo                | São Paulo          |
| 25005  | Agripino de Oliveira Lima   | PFL     | 99.272  | 0,63%      | Lençóis Paulista         | São Paulo          |
| 11222  | Reynaldo de Barros Filho    | PPB     | 98.365  | 0,63%      | São Paulo                | São Paulo          |
| 14140  | Campos Machado              | PTB     | 90.849  | 0,58%      | Cerqueira César          | São Paulo          |
| 11234  | Paschoal Thomeu             | PPB     | 87.577  | 0,56%      | São Paulo                | São Paulo          |
| 14123  | Edna Macedo                 | PTB     | 81.222  | 0,52%      | Rio das Flores           | Rio de Janeiro     |
| 25222  | José Caldini Crespo         | PFL     | 77.324  | 0,49%      | Sorocaba                 | São Paulo          |
| 45157  | Celino Cardoso              | PSDB    | 77.058  | 0,49%      | Terra Rica               | Paraná             |
| 25300  | Márcio de Lima Araújo       | PFL     | 74.313  | 0,47%      | Recife                   | Pernambuco         |
| 25100  | Rodrigo Garcia              | PFL     | 73.320  | 0,47%      | Tanabi                   | São Paulo          |
| 11111  | Antônio Salim Curiati       | PPB     | 73.318  | 0,47%      | Avaré                    | São Paulo          |
| 45153  | Célia Leão                  | PSDB    | 73.265  | 0,47%      | São Paulo                | São Paulo          |
| 25377  | Cícero de Freitas           | PFL     | 73.036  | 0,46%      | Viçosa                   | Alagoas            |
| 15108  | Dimas Ramalho               | PMDB    | 72.625  | 0,46%      | Taquaritinga             | São Paulo          |
| 45222  | Vanderlei Macris            | PSDB    | 70.917  | 0,45%      | Americana                | São Paulo          |
| 45151  | Vaz de Lima                 | PSDB    | 70.889  | 0,45%      | Fernandópolis            | São Paulo          |
| 23111  | Marquinho Tortorello        | PPS     | 70.293  | 0,45%      | São Joaquim da Barra     | São Paulo          |
| 45288  | Alberto Hiar                | PSDB    | 70.084  | 0,45%      | São Paulo                | São Paulo          |
| 25111  | Afanásio Jazadji            | PFL     | 68.243  | 0,43%      | São Paulo                | São Paulo          |
| 45156  | Roberto Engler              | PSDB    | 66.311  | 0,42%      | São Paulo                | São Paulo          |
| 11171  | Daniel Marins Alessi        | PPB     | 65.426  | 0,42%      | São Paulo                | São Paulo          |
| 45140  | Walter Feldman              | PSDB    | 63.533  | 0,40%      | São Paulo                | São Paulo          |
| 25555  | Junji Abe                   | PFL     | 59.932  | 0,38%      | Mogi das Cruzes          | São Paulo          |
| 25277  | Eli Corrêa Filho            | PFL     | 59.925  | 0,38%      | São Paulo                | São Paulo          |
| 45145  | Ricardo Tripoli             | PSDB    | 59.559  | 0,38%      | São Paulo                | São Paulo          |
| 25122  | Duarte Nogueira             | PFL     | 57.521  | 0,37%      | Ribeirão Preto           | São Paulo          |
| 14160  | Roque Barbiere              | PTB     | 56.447  | 0,36%      | Coroados                 | São Paulo          |
| 56044  | Milton Vieira               | PRONA   | 56.099  | 0,36%      | Iepê                     | São Paulo          |
| 15215  | Gilberto Nascimento         | PMDB    | 54.511  | 0,35%      | São Paulo                | São Paulo          |
| 11122  | Aldo Demarchi               | PPB     | 53.702  | 0,34%      | Rio Claro                | São Paulo          |
| 22222  | Nelson Salomé               | PL      | 53.684  | 0,34%      | Araras                   | São Paulo          |
| 13251  | José de Filippi Júnior      | PT      | 52.216  | 0,33%      | Espírito Santo do Pinhal | São Paulo          |
| 13114  | Jilmar Tatto                | PT      | 51.952  | 0,33%      | Corbélia                 | Paraná             |
| 15113  | Jorge Luis Caruso           | PMDB    | 51.250  | 0,33%      | São Paulo                | São Paulo          |
| 13134  | Paulo Teixeira              | PT      | 51.078  | 0,32%      | Águas da Prata           | São Paulo          |
| 13290  | Hamilton Pereira            | PT      | 50.623  | 0,32%      | Sorocaba                 | São Paulo          |
| 45111  | Marcos Ribeiro Mendonça     | PSDB    | 50.302  | 0,32%      | São Paulo                | São Paulo          |
| 45123  | Paulo Julião                | PSDB    | 49.319  | 0,31%      | São Sebastião            | São Paulo          |
| 25118  | Edmir Chedid                | PFL     | 49.025  | 0,31%      | Campinas                 | São Paulo          |
| 15249  | Vitor Sapienza              | PMDB    | 48.931  | 0,31%      | São Paulo                | São Paulo          |
| 15112  | Lobbe Neto                  | PMDB    | 48.625  | 0,31%      | São Paulo                | São Paulo          |
| 11112  | Pedro Yves Simão            | PPB     | 48.121  | 0,31%      | Agudos                   | São Paulo          |
| 45240  | Sidney Beraldo              | PSDB    | 48.091  | 0,31%      | São João da Boa Vista    | São Paulo          |
| 65123  | Jamil Murad                 | PCdoB   | 47.779  | 0,30%      | José Bonifácio           | São Paulo          |
| 13196  | Elói Pietá                  | PT      | 47.202  | 0,30%      | Gaurama                  | Rio Grande do Sul  |
| 45133  | João Caramez                | PSDB    | 47.072  | 0,30%      | Itapevi                  | São Paulo          |
| 45198  | Rodolfo da Costa e Silva    | PSDB    | 46.988  | 0,30%      | Goiânia                  | Goiás              |
| 13201  | Renato Simões               | PT      | 46.641  | 0,30%      | Campinas                 | São Paulo          |
| 11132  | José Benedito Rezende       | PPB     | 46.333  | 0,29%      | São Paulo                | São Paulo          |
| 45103  | Maria do Carmo Piunti       | PSDB    | 45.927  | 0,29%      | Itu                      | São Paulo          |
| 25110  | Terezinha da Paulina        | PFL     | 45.392  | 0,29%      | Itapeva                  | São Paulo          |
| 15116  | Arnaldo Jardim              | PMDB    | 45.044  | 0,29%      | Altinópolis              | São Paulo          |
| 22123  | Artur Alves Pinto           | PL      | 44.774  | 0,28%      | São Paulo                | São Paulo          |
| 15181  | Rosmary Corrêa              | PMDB    | 44.676  | 0,28%      | São Paulo                | São Paulo          |
| 45190  | Wilson de Oliveira Morais   | PSDB    | 44.627  | 0,28%      | Santa Bárbara            | Bahia              |
| 11144  | Carlos Eduardo Faraco Braga | PPB     | 44.207  | 0,28%      | Bauru                    | São Paulo          |
| 13117  | Carlinhos Almeida           | PT      | 43.846  | 0,28%      | Santa Rita de Jacutinga  | Minas Gerais       |
| 22217  | Willians Rafael da Silva    | PL      | 43.841  | 0,28%      | São Roque                | São Paulo          |
| 12110  | Pedro Tobias                | PDT     | 43.377  | 0,28%      | Bekarzla                 | Líbano             |
| 45135  | José Carlos Stangarlini     | PSDB    | 43.053  | 0,27%      | São Paulo                | São Paulo          |
| 14190  | Celso Tanauí                | PTB     | 42.842  | 0,27%      | Terra Roxa               | São Paulo          |
| 11299  | Edson Gomes                 | PPB     | 42.389  | 0,27%      | Fernandópolis            | São Paulo          |
| 13288  | Roberto Gouveia             | PT      | 42.135  | 0,27%      | Ituiutaba                | Minas Gerais       |
| 45218  | Dorival Braga               | PSDB    | 41.650  | 0,26%      | São Paulo                | São Paulo          |
| 11200  | Hanna Garib                 | PPB     | 41.544  | 0,26%      | Halba                    | Líbano             |
| 45160  | Ary Fossen                  | PSDB    | 41.402  | 0,26%      | Jundiaí                  | São Paulo          |
| 13123  | José Zico Prado             | PT      | 41.339  | 0,26%      | Macaubal                 | São Paulo          |
| 45232  | Edson Aparecido             | PSDB    | 41.008  | 0,26%      | São Paulo                | São Paulo          |
| 12111  | Geraldo Vinholi             | PDT     | 40.328  | 0,26%      | Itápolis                 | São Paulo          |
| 45245  | Carlos Sampaio              | PSDB    | 39.945  | 0,25%      | Campinas                 | São Paulo          |
| 13188  | Carlos Zarattini            | PT      | 39.653  | 0,25%      | São Paulo                | São Paulo          |
| 13234  | Vanderlei Siraque           | PT      | 38.937  | 0,25%      | Santa Cruz do Rio Pardo  | São Paulo          |
| 13184  | Maria Lúcia Prandi          | PT      | 38.230  | 0,24%      | Potirendaba              | São Paulo          |
| 45234  | Edmur Mesquita              | PSDB    | 37.649  | 0,24%      | Santos                   | São Paulo          |
| 12122  | Luiz Gonzaga Camargo        | PDT     | 37.623  | 0,24%      | Tatuí                    | São Paulo          |
| 65789  | Nivaldo Santana Silva       | PCdoB   | 37.416  | 0,24%      | São Paulo                | São Paulo          |
| 14267  | Claury Alves da Silva       | PTB     | 37.125  | 0,24%      | Ourinhos                 | São Paulo          |
| 23456  | José Augusto                | PT      | 36.462  | 0,23%      | Garanhuns                | Pernambuco         |
| 12230  | Petterson Prado             | PDT     | 36.336  | 0,23%      | Campinas                 | São Paulo          |
| 23623  | Roberto Morais              | PPS     | 35.721  | 0,23%      | Charqueada               | São Paulo          |
| 44123  | Zuza Abdul Massih           | PRP     | 34.795  | 0,22%      | Beirute                  | Líbano             |
| 13130  | Mariângela Duarte           | PT      | 32.727  | 0,21%      | Rio de Janeiro           | Rio de Janeiro     |
| 12100  | Pedro Mori                  | PDT     | 31.943  | 0,20%      | Presidente Bernardes     | São Paulo          |
| 40233  | Alberto Calvo               | PSB     | 31.163  | 0,20%      | Santos                   | São Paulo          |
| 13270  | Henrique Pacheco            | PT      | 31.016  | 0,20%      | São Paulo                | São Paulo          |
| 40111  | César Callegari             | PSB     | 30.657  | 0,20%      | São Paulo                | São Paulo          |
| 12123  | Rafael Silva                | PDT     | 30.175  | 0,19%      | Jardinópolis             | São Paulo          |
| 22211  | Edir Sales                  | PL      | 29.259  | 0,19%      | Araguari                 | Minas Gerais       |
| 12121  | Salvador Khuriyeh           | PDT     | 27.815  | 0,18%      | Taubaté                  | São Paulo          |
| 56906  | Ramiro Meves                | PRONA   | 27.806  | 0,18%      | São Bernardo do Campo    | São Paulo          |
| 56688  | Eduardo Soltur              | PRONA   | 19.234  | 0,12%      | São Paulo                | São Paulo          |
| 43789  | Luiz Carlos Gondim          | PV      | 13.327  | 0,09%      | Fortaleza                | Ceará              |